# مایکل موزلی (گوینده)
مایکل موزلی (به انگلیسی: Michael Mosley) (۲۲ مارس ۱۹۵۷ – ۵ ژوئن ۲۰۲۴) روزنامه‌نگار، تهیه‌کننده و مجری رادیویی و تلویزیونی اهل بریتانیا بود. او از سال ۱۹۸۵ با بی‌بی‌سی همکاری داشت.
از فیلم‌هایی که وی در آن‌ها نقش داشته‌است، می‌توان به پمپئی: واپسین روز اشاره نمود.
در ۵ ژوئن ۲۰۲۴ او برای پیاده‌روی به سوی تپه‌های سنگلاخی در جزیره سیمی یونان بیرون رفت و دیگر بازنگشت. او تلفن خود را همراه نداشت. در ۸ ژوئن جسد او در یک منطقه صخره‌ای در روستای پدی در نزدیکی شهر اجینامورینا پیدا شد. پلیس اعلام کرد که او چند روز پیش مرده بود. احتمالا او از صخره‌ای افتاده و مجروح شده یا مسیر پیاده‌روی خود را گم کرده است.